# حاكم الفايز
حاكم الفايز (1932-2013) هو مناضل أردني وعربي كبير ومن أبرز أعضاء القيادة القومية في حزب البعث الاشتراكي في ستينيات وسبعينيات القرن الماضي، تعرض للسجن والاعتقال في سوريا من قبل نظام الرئيس حافظ الأسد لمدة 23 عاما (1971 - 1993)، إبان حكم الرئيس السابق حافظ الأسد الذي إنقلب على البعث وعلى رجالاته في صراع على السلطة بينه وبين رفاقه من البعثبين 22 شباط 1971.
عاش ومات وهو ما يزال يحلم بأمة عربية واحدة ذات رسالة خالدة، وقضى حياته مدافعاً عن مبادئ وقيم العروبة، متمسكاً بوحدة أمته العربية وبحرية أراضيها المحتلة، وبعد عودته إلى الأردن أسس اللجنة الوطنية لنصرة العراق في العام 2001، إضافة إلى مساهمته في تأسيس لجنة مقاومة التطبيع مع الاحتلال الإسرائيلي.
وانضم إلى صفوف حزب البعث العربي الاشتراكي في العام 1957.

## حياته
ولد حاكم عام 1932 في عمان وعاش حاكم يتيم الأب لذلك قضى سنوات عمره الأولى في بيت جده مثقال الفايز، أحد أبرز شيوخ العشائر الأردنية مطلع القرن الماضي.
وكان جده مثقال الفايز يقيم في القريات في السعودية أرسله جده مثقال الفايز إلى عمان من أجل الدراسة فيها، وانتسبت إلى مدرسة العسبلية الابتدائية وكانت موجودة في وسط مدينة عمان.
وفي أحد المقابلات مع حاكم الفايز قال «كانت المدرسة مقابل الديوان الملكي الهاشمي ولم يكن بينها وبين الديوان سور فاصل، وكنا ونحن تلاميذ نشاهد الملك عبدالله الأول المؤسس باستمرار وكثيرا ما كان الملك عبدالله الأول يزورنا في المدرسة، ويتحدث معنا وأحيانا يطرح علينا أسئلة في اللغة والفقه، وفي إحدى المرات شاهدني الملك المؤسس وسألني من أين أنت وقلت له من الفايز، وعندما قلت إن مثقال جدي قال لي الملك : أنت ابن سلطان، ومسح على جبيني وأوصى مدير المدرسة علي كما كان يوصي على جميع التلاميذ».
ثم انتقل إلى مصر لإكمال دراسته الثانوية، ثم يعود إلى عمان مرة أخرى ليغادرها إلى العراق في العام 1949 لدراسة الحقوق.

## سياسته
وعن بداية الوعي السياسي لديه يقول إنه: «كان كثيرا ما يجلس في منزل عمه، المرحوم عاكف الفايز، الذي كان يحبه كثيرا ويستمع لأحاديث السياسيين وخاصة سليمان النابلسي وغيره، كما كانت المدرسة بحسبه مجالا آخر لتعليم القومية، إذ يقول أن مديرها حمد الفرحان والدكتور ناصر الدين الأسد هما من غرسا في أبناء جيله في المدرسة الوعي والروح القومية».
وعندما كان بالعراق يدرس الحقوق بدأت مرحلة جديدة في حياته السياسية حيث تعرف هناك على شاعر فلسطيني اسمه أيوب طه عرفه بحزب البعث بعد أن وزع منشورات للحزب في كلية الحقوق بالجامعة في بغداد.
ثم في أيام دراسته بالجامعة طلب الأديب البعثي عبد الرحمن المنيف من حاكم الفايز أن يقابله قي في مكتب الحزب الرئيسي وعندما ذهب طلب منه أن يقسم يمين الحزب أمامه، وقال له أنت من الآن بعثي، ومنذ ذلك الوقت بدأ نشاطه الحزبي، إلا أن السلطات العراقية بدأت بحملة مضايقات للعديد من الطلاب العرب الناشطين سياسيا وتم فصل بعضهم من الجامعة وكان حاكم الفايز أحد المفصولين وقررت السلطات العراقية تسفيره من بغداد وعاد إلى عمان ومكث بلا عمل هناك.
ذهب إلى دمشق عام 1966 للمشاركة في أعمال المؤتمر القومي لحزب البعث العربي الاشتراكي، ومن ذاك المؤتمر تتغير حياة الفايز كليا حيث تم انتخابه عضوا في القيادة القومية إضافة إلى ثلاثة من رفاقه الأردنيين (مجلي نصراوين، محمود المعايطة وضافي الجمعاني ).
ثم انتقل للإقامة في دمشق استجابة لقرار المؤتمر الذي يلزم أعضاء القيادة القومية الإقامة في دمشق، وبدأ حياة جديدة هناك حيث أصبح مسؤولا عن مكتب المنظمات الشعبية في الحزب وخلال عمله الحزبي في سوريا نشأت علاقة خاصة وصداقة بين الفايز ونور الدين الأتاسي وصلاح جديد، وحسب رأي الفايز أن الصراع الذي كان دائرا بين أقطاب الحزب والدولة في سوريا أن هناك خلافات داخل قيادة الحزب والدولة فكان هناك خلاف بين وزير الدفاع آنذاك حافظ الاسد من جهة ورئيس الدولة نور الدين الأتاسي وصلاح جديد من جهة أخرى وعمل الجميع في القيادة على تأجيل الخلافات إلى مؤتمر الحزب من اجل الحسم في المؤتمر ويصف الفايز الخلافات بأنها كانت صراعا على السلطة ليس أكثر.

## سجنه
أثناء انعقاد المؤتمر القومي للحزب عام 1970 قاد الرئيس السابق حافظ الأسد انقلابا على نور الدين الأتاسي مما جعل حاكم الفايز يغادر دمشق إلى بيروت، لكن تم اعتقاله في بيروت من قبل نظام رئيس  سوريا حافظ الأسد ليتم نقل حاكم الفايز إلى سجن المزة وقد أمضى به 23 عاما، وبقي في السجن مع نور الدين الأتاسي وصلاح جديد وضافي الجمعاني ومصطفى رستم.

## بعد خروجه من السجن
خرج حاكم الفايز من سجن المزة عام 1993 بعد أن قضى 23 سنة في المعتقل وانتقل من سجن المزة إلى السفارة الأردنية في دمشق ويقيم ليلة هناك لينتقل بعدها إلى الأردن برفقة أهله.
وقال حاكم الفايز انه وهو عائد من سوريا وعلى الحدود الأردنية سأله أحد الصحفيين هل استقلت من الحزب فقال له لن يقيلني من الحزب إلا الموت.
الفايز يقول انه في اليوم الثالث من خروجه من السجن زاره الملك حسين في منزله وسأله عن أحواله وصحته وقال له الحسين أن بلدك لن تبخل عليك بشيء، كذلك زار الملك حسين حاكم الفايز عند وفاة ابنه وعندها طلب الفايز من الملك حسين أن يعمل على إطلاق سراح ضافي الجمعاني الذي كان ما زال في سجن المزة، فقرر الملك حسين إرسال رئيس مجلس الأعيان زيد الرفاعي إلى دمشق من اجل إطلاق سراح ضافي الجمعاني وبالفعل أطلق سراحه.
الفايز استمر في العمل السياسي ولكنه لم يعد إلى أي من حزبي البعث في الأردن لأنه يرفض أن يكون البعث حزبين. وترأس لجنة التعبئة الوطنية للدفاع عن العراق عام 2001 التي شكلتها أحزاب المعارضة والنقابات المهنية ومجموعة من الشخصيات السياسية في الأردن ويقول أن أكثر موقف أحزنه في حياته هو إعدام الرئيس صدام حسين.

## وفاته
توفي يوم الجمعة 6 ديسمبر 2013 إثر انفجار مرارته بعد حياة حافلة بالعطاء والنضال القومي عن 84 عاما، وذلك بعد ساعات من وفاة الزعيم القومي الإفريقي المناضل نيلسون مانديلا والتي تتشابه أفكارهم نحو القومية وعدد السنوات التي قضوها بالسجن من أجل الوحدة.

### مقالات ذات صلة
- نور الدين الأتاسي
- صلاح جديد
- ضافي الجمعاني
- البعث

## وصلات خارجية
- حاكم الفايز.. مناضل قومي لم يثنه السجن الطويل عن التمسك بقوميته
- لقاء كامل مع حاكم الفايز لوكالة عمون 2007